# NGC 752
NGC 752 je otvoreni skup u zviježđu  Andromede.
Najvjerojatnije ga je oktrio Giovanni Battista Hodierna prije 1654. godine, a kasnije ga je nazavisno otkrio William Herschel 1786. godine. NGC 752 je udaljen oko 1300 svjetlosnih godina od našeg sustava.